# Bradač (priimek)
Bradač je priimek v Sloveniji, ki ga je po podatkih Statističnega urada Republike Slovenije na dan 1. januarja 2010 uporabljalo 364 oseb in je med vsemi priimki po pogostosti uporabe uvrščen na 996. mesto.

## Znani nosilci priimka
- Alfred Bradač (1912—1998), fotograf (Ptuj)
- Barbara Bradač Hojnik, prof. menedžmenta EPF UM
- Bogdan Bradač (?—2025), politik ...
- Damjan Bradač, arhitekt
- Fran Bradač (1885—1970), jezikoslovec, klasični filolog, prevajalec
- Jana Bradač (*1945), biotehniška bibliotekarka
- Jurij Bradač (*1973), fotomodel in filmski igralec v ZDA
- Karel Bradač (*1943), rogist (hornist)
- Maruša Bradač (*1978), astrofizičarka
- Zlatko Bradač, fizik, pedagog, častni član DMFA
- Zorka Bradač (1916—2010), pianistka, klavirska pedagoginja